# Alianza Americana Anticomunista
La Alianza Americana Anticomunista o Triple A fue un grupo paramilitar de extrema derecha que operó en Colombia durante el gobierno de Julio César Turbay Ayala, entre 1978 a 1982; se le han atribuido el haber cometido actos de terrorismo y de guerra sucia contrainsurgente.

## Inicios e historia
La existencia del grupo y la identidad de algunos de sus miembros se descubrió por primera vez en el diario mexicano El Día en 1980; y se confirmó en Argentina, durante las investigaciones sobre los crímenes perpetrados por la dictadura militar, por la relación que mantuvieron con la organización terrorista argentina Tripe A.
Los entonces brigadier general Miguel Vega Uribe, Comandante de la Brigada de Institutos Militares y futuro comandante de las Fuerzas Militares de Colombia, y el teniente coronel Harold Bedoya, comandante del Batallón de Inteligencia y Contrainteligencia Charry Solano, quien en 1979 fue profesor de la Escuela de las Américas y que varios años más tarde llegaría ser Comandante en Jefe del Ejército Nacional de Colombia, eran en ese entonces los máximos responsables de la inteligencia militar del Ejército Nacional, por lo que han sido acusados de ser los fundadores y jefes responsables de esta organización clandestina; especialmente el coronel Bedoya, ya que habría sido él quien elaboró y ejecutó el plan por orden del entonces Comandante de las Fuerzas Militares de Colombia, General Jorge Robledo Pulido.
Desde los cuarteles militares en Bogotá del Batallón de Inteligencia y Contrainteligencia Brigadier General Ricardo Charry Solano (que operó a nivel nacional en Colombia desde 1962 hasta 1985,reemplazado por la Brigada XX hasta que fue disuelta en 1998, producto de las múltiples denuncias de violaciones a derechos humanos, principalmente denunciados por organizaciones defensoras de derechos humanos de Estados Unidos) y las  Cuevas de Sacromonte cerca a Facatativá (Cundinamarca),  bajo el mando directo del Coronel Bedoya, la inteligencia militar del momento brindaba dinero, información y armamento a esta organización; según las confesiones de cinco exagentes de la inteligencia militar colombiana, quienes desertaron y huyeron de Colombia revelando todo al periódico mexicano El Día; pero sin que se haya investigado la acusación en Colombia.
 

Amparados también por el Estatuto de Seguridad.  Actuaron también en el Magdalena Medio. El periodista Daniel van Sanders, quien estuvo destacado como corresponsal en Colombia a finales de los años 70 y comienzos de los 80, al develarse la existencia de la organización terrorista escribía sobre esta:
“Lo particular es que las operaciones de la Triple A, aunque era denominadas “inquietantes” por la comunidad internacional de embajadores en Colombia, debido a su enmascaramiento por parte del gobierno, nunca las consideraron violaciones concretas a los derechos humanos, aun teniendo en su prontuario eventos tales como asesinatos selectivos, desapariciones forzadas y los bombardeos a las sedes de la revista Alternativa, los periódicos El Bogotano y Voz Proletaria, además del Partido Comunista Colombiano, como sus acciones más publicitadas. Esta clase de eventos eran transmitidos por el gobierno colombiano del presidente Turbay como trucos sucios entre grupos izquierdistas, pero jamás se intentó judicializar persona alguna por estos hechos”.

## Militares involucrados
Dentro del grupo de militares que integraron estos escuadrones se han identificado a:
- Coronel. Humberto Cardona Orozco.
- Teniente coronel. Farouk Yanine Díaz, instructor en la Escuela de las Américas en 1977, habría traído a Colombia terroristas argentinos en 1978.
- Teniente coronel. Iván Ramírez Quintero, después general y comandante del Ejército.
- Teniente coronel Harold Bedoya.[11]
- Mayor. Jorge Flórez Suárez.
- Capitán. Álvaro Hurtado.
- Teniente. Mario Montoya, después General y Comandante de las Fuerzas Militares.[12][13][14]
- Cabo Primero. Ernesto Rivera.
- Intendente Adjunto. Manuel Ignacio Ardila.
- Adjunto Especial. Jorge E. Padilla.
- Adjunto Especial. Luis Gerardo Ángel Tobar.

## Crímenes
Esta organización manejaba un estilo similar al de las organizaciones terroristas de extrema derecha europeas de mediados de siglo XX con el asesinato selectivo, la desaparición forzada y las bombas como sus principales armas de terror.
- Asesinatos selectivos.[16]
- Desapariciones forzadas.
- Torturas.[17]
- Bombardeos a las sedes de la revista Alternativa, los periódicos El Bogotano y Voz Proletaria, además del Partido Comunista Colombiano en 1979.[18][1] Uno de los motivos principales por los que la redacción de Alternativa fue el objetivo de esos ataques se debió a que en uno de sus reportajes apuntaron que en Barranquilla había una suerte de campo de explotación infantil.[19]

## Implicaciones internacionales
Según los documentos de los informes de inteligencia correspondientes a los años 1978 y 1979 y radicados como secretos ante la Agencia de Seguridad Nacional por Diego Cortes Asencio, entonces embajador de los Estados Unidos en Colombia, los describía como “eventos propios de la coyuntura histórica que se vive en Sudamérica en su lucha contra la agresión comunista” y los veía como necesarios para “detener el avance comunista”, tanto de los grupos insurgentes como de las organizaciones legales. Como se puede leer en los archivos de la Agencia desclasificados a partir de 1999.
Algunos analistas políticos han considerado que la Alianza Americana Anticomunista hizo parte de la Operación Cóndor de la CIA; y que, ideológicamente hablando, habría sido un antecesor de otros grupos paramilitares colombianos, incluyendo a las posteriores Autodefensas Unidas de Colombia.